# Цезон Фабій Амбуст (військовий трибун з консульською владою 404 року до н. е.)
Цезо́н Фа́бій Амбу́ст (також іноді Кезон Фабій Амбуст, лат. Caeso / Kaeso Fabius Ambustus; V—IV століття до н. е.) — політичний, державний і військовий діяч Римської республіки, військовий трибун з консульською владою 404, 401, 395 та 390 років до н. е.

## Біографічні відомості
Належав до патриціанського роду Фабіїв. Його батьком був Марк Фабій Вібулан, консул 442 року до н. е., братами — Квінт Фабій Амбуст, консул 412 року до н. е. і Нумерій Фабій Амбуст, військовий трибун з консульською владою 406 і 390 років до н. е.
Вперше про Цезона Фабія згадують у 409 році до н. е., коли його обрали квестором. У 404 році до н. е. його було обрано військовим трибуном з консульською владою. Цього року римське військо розбило вольсків, взяло місто Артена. 401 року до н. е. його було другий раз вибрано військовим трибуном з консульською владою разом з Манієм Емілієм Мамерцином. Вони відбили втрачений за рік до того військовий табір під Вейями. У 395 році Цезона Фабія були в третій раз обрано на цю посаду, але він не брав участі у військових діях.
Надалі він брав участь разом зі своїми братами у невдалих перемовинах з галами 391 року до н. е. Поведінка Цезона Амбуста і його братів, вбивство одного з гальських ватажків, участь братів у військових діях на боці етрусків призвела до обурення галів ватажка. Вимоги галів на видачу вбивць і «ворогів народу» римський сенат не задовольнив, що призвело до вторгнення гальського війська в Італію. Навіть більше, сенат обрав усіх братів, в тому числі й Цезона, військовими трибунами з консульською владою в наступному, 390 році до н. е. Гальське військо тим часом розбило римлян на чолі з іншими військовими трибунами того року — Квінтом Сервілієм Фіденатом, Квінтом Сульпіцієм Лонгом, Сервієм Корнелієм Малугіненом. 
Про подальшу долю Цезона Фабія відомостей не збереглося. 

## Родина
Син — Марк Фабій Амбуст, військовий рибун з консульською владою 381 і 369 років до н. е.